# Bataille de Raphia
Pour les articles homonymes, voir Siège ou bataille de Gaza.
Quatrième Guerre de Syrie
La bataille de Raphia oppose le 22 juin 217 av. J.-C., près de Gaza, Antiochos III, roi séleucide, à Ptolémée IV, roi de l'Égypte lagide, pour la domination de la Cœlé-Syrie. Les deux jeunes rois exercent en personne le commandement de leur armée respective. La victoire de Ptolémée lui permet de reprendre le contrôle de ses possessions au Proche-Orient. Elle est considérée avec la bataille d'Ipsos (301 av. J.-C.) comme l'une des plus grandes batailles de l'époque hellénistique.

## Rivalités entre Lagides et Séleucides
Pour un article plus général, voir Guerres de Syrie.
La bataille se déroule dans le contexte de la quatrième guerre de Syrie (219 à 217 av. J.-C.) qui oppose Antiochos III, dit le Grand, et Ptolémée IV Philopator pour la domination de la Cœlé-Syrie, porte d'entrée vers l'Égypte. En effet en 218, Antiochos envahit cette région limitrophe entre les deux royaumes, tandis que les Lagides conservent la maîtrise des mers. Lors de son périple le long de la côte, Antiochos enrôle de nombreux mercenaires, dont des Arabes qui lui fournissent un important contingent d'infanterie légère.
Les négociations entamées astucieusement par les ministres lagides, laissent le temps à Ptolémée de préparer une armée considérable et d'entraîner des Égyptiens à se battre dans des phalanges de type macédonienne. Ptolémée profite de la marche d'Antiochos vers Gaza pour gagner la côte à marche forcée. Au sud de la ville de Raphia, il déploie son armée sur un large terrain plat mais bordé de dunes et d'escarpements de sable afin d'éviter un encerclement par la cavalerie séleucide.

## Déploiement des armées
Antiochos III localise Ptolémée IV et pendant une semaine les deux belligérants tentent de contrer le déploiement de l'adversaire. Du côté de l'armée séleucide, le problème est que l'infanterie, certes supérieure en nombre, est équipée plus légèrement que celle du côté lagide, surtout sur l'aile gauche, sachant que Ptolémée dispose de 8 000 hoplites grecs en plus de ses phalangites égyptiens. Polybe écrit d'ailleurs que Ptolémée aurait disposé son infanterie lourde dans une formation de double profondeur mais cette hypothèse parait peu probable puisqu'elle aurait empêché Ptolémée de déployer son armée sur un large front la rendant vulnérable face aux assauts de la cavalerie adverse, plus nombreuse.
Le plan d'Antiochos parait simple, voire simpliste : éliminer Ptolémée. Il choisit donc de déployer ses troupes afin qu'elles puissent être opposées à une unité du même type, exception de son escadron royal de la cavalerie placé tout à droite du dispositif dans le but de contourner l'aile gauche de Ptolémée et de se ruer vers lui, accompagné de sa sœur Arsinoé III en tenue de combat.
Les deux armées sont déployées de façon traditionnelle : phalanges au centre, soutenues sur les ailes par la cavalerie ; les troupes légères et les éléphants sont quant à eux disposés légèrement en avant du dispositif.

## Forces en présence

### Points communs entre les deux armées
Cette bataille est connue grâce à Polybe qui décrit en détail le déroulement des combats. Les deux belligérants présentent des similitudes dans l'équipement et les effectifs de leurs armées. Les deux souverains s'appuient d'abord sur des phalanges équipée à la macédonienne, c'est-à-dire armée principalement d'une lance, la sarisse, longue de 5 à 6 mètres, capable de former un mur défensif pouvant immobiliser toute une armée.
Du côté séleucide, les phalangites et les argyraspides (ou « boucliers d'argent ») sont pour la plupart des colons gréco-macédoniens, mais il n'y a pas de critères ethniques exclusifs pour en faire partie. Du côté lagide, les phalangites sont des colons macédoniens mais aussi des mercenaires et des indigènes égyptiens nouvellement recrutés.
Ensuite, les deux armées emploient massivement des éléphants de guerre. Dans l'histoire militaire de l'époque hellénistique, l'éléphant de guerre est une arme importante. Ils ont pour principale fonction de piétiner l'adversaire et de briser ses rangs, mais également d'effrayer la cavalerie. Chacune des deux armées disposent d’une race d’éléphant différente. En effet, l’armée de Ptolémée dispose d’éléphants d’Afrique, des éléphants de forêt en provenance de Nubie alors que celle d'Antiochos compte des éléphants d’Asie qui, plus grands et plus agressifs, suscitent apparemment la peur chez leurs congénères africains. Chez les Séleucides, les éléphants sont revêtus d’une cuirasse et une tour est placée sur le dos de l’animal, sur laquelle s'installent un cornac et quatre tirailleurs. Le maniement de ces éléphants s'avère difficile du fait de leur taille imposante et de la propension des bêtes à s’affoler rapidement, devenant ainsi incontrôlables.
Enfin, des bataillons de cavalerie forment également les rangs des deux armées aux extrémités des deux ailes. Pour les Séleucides, la cavalerie se compose de chevaux simples, non cuirassés car étant de trop petite taille. Du coup, ils ne protègent que très peu les cavaliers. Par ailleurs, ces derniers disposent d’un armement léger : une courte lance, une petite épée et un petit bouclier. Par conséquent, ils ne peuvent agir que dans le cadre d’une technique d’enveloppement des unités. C'est pourquoi, pour cette bataille, la cavalerie est associée à des éléphants. On note que du côté d'Antiochos, la cavalerie est plus nombreuse que du côté de Ptolémée mais Polybe ne précise pas le recrutement des cavaliers.

### Différences entre les deux armées

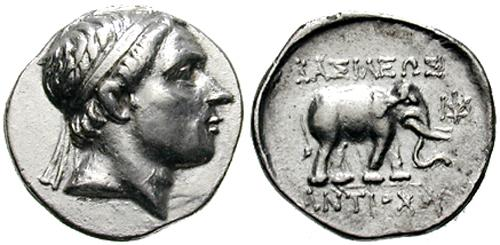
Monnaie à l'effigie d'Antiochos III.

Malgré ces ressemblances, l'origine des soldats constitue un élément important de divergence entre les deux armées en présence. En effet, Antiochos a davantage fait appel à des « étrangers » que Ptolémée, avec des mercenaires : Cardaces (Kurdes), Lydiens, Cissiens (de Susiane), Mèdes, Carmaniens, Agrianes, etc. Parmi ces différentes troupes, se trouvent des archers, des javeliniers (dont le corps d'élite des Agrianes) mais aussi des frondeurs. Avec ces unités plutôt spécialisées dans les armes de lancer, l'armée d'Antiochos possède un avantage pour le combat à distance, mais un handicap pour le corps à corps car ces hommes ne disposent pas d’équipements défensifs efficaces.
Du côté lagide, on peut d'abord remarquer la présence de nombreux « indigènes » : près de 30 000 Égyptiens armés à la macédonienne. Ce contingent constitue une nouveauté car pour la première fois, des indigènes égyptiens ont été armés, réalisant une entorse à la politique lagide, porteuse de difficultés par la suite. De nombreux mercenaires crétois, galates, thraces sont présents dans l'armée de Ptolémée. Les Galates et les Thraces sont des « barbares » connus pour leur fougue mais aussi leur indiscipline. On peut supposer que les Galates se soient ralliés aux Lagides après leur défaite contre Antiochos Ier vers 275 av. J.-C. Les souverains hellénistiques font souvent appel aux mercenaires afin de renforcer les rangs de leurs armées déficientes. Mais pour s’attacher le service de ces mercenaires, les Lagides leur confient une tenure foncière afin de les fixer en Égypte, et ainsi leur donner un attachement « patriotique » : c’est le système de la clérouquie. En échange de cette terre qui lui sert de rémunération, le clérouque doit rester disponible à l’appel du roi en cas de conflit. En procédant de la sorte, celui-ci s’épargne le recrutement répété de mercenaires.

## Déroulement de la bataille
Les deux souverains veulent en finir rapidement. Les deux armées s'avancent donc l'une vers l'autre sans manœuvres particulières. Le plan initial d'Antiochos fonctionne « trop bien » : ses éléphants indiens de l'aile droite, appuyés par la cavalerie lourde, mettent en déroute les éléphants africains et la garde royale égyptienne. Antiochos mène personnellement cette charge avec pour objectif de tuer Ptolémée en combat singulier.
Mais Ptolémée, qui se trouve avec sa garde, parvient à se réfugier derrière sa phalange pendant qu'Antiochos poursuit la garde égyptienne en déroute. Les éléphants de l'aile droite de Ptolémée refusent de charger, mais sa cavalerie thessalienne, avec le soutien des mercenaires thraces et galates, esquive les éléphants de l'aile gauche d'Antiochos et met en déroute la cavalerie séleucide qui lui fait face. La cavalerie de Ptolémée poursuit également ses adversaires en retraite. Dans le même temps, l'infanterie hoplitique de Ptolémée défait facilement les fantassins arabes et perses.
Les deux phalanges privées de leurs ailes s'avancent l'une contre l'autre. Les troupes, commandées par Ptolémée en personne et plus nombreuses, prennent le dessus. Antiochos revient de sa poursuite mais se rend compte trop tard de son erreur (la poursuite acharnée des troupes fuyardes de l'aile gauche adverse) et tente de rejoindre ses phalanges qui sont déjà battues.
Ptolémée ne perd que 2 000 hommes dont 700 cavaliers tandis qu'Antiochos subit la perte de 10 000 morts et de 4 000 prisonniers.
La bataille peut être résumée de la façon suivante :
1. Les éléphants d'Antiochos repoussent les éléphants de Ptolémée, ces derniers entraînant la déroute de la cavalerie lagide.
2. Les peltastes d'Antiochos attaquent la cavalerie lagide et les Libyens. Antiochos se lance à leur poursuite.
3. Les éléphants lagides refusent de charger sur l'aile droite mais les hoplites grecs défont les Arabes.
4. La cavalerie lagide de l'aile droite défait la cavalerie séleucide en esquivant les éléphants.
5. Ptolémée parvient à se réfugier derrière sa phalange qui l'emporte contre la phalange séleucide.
6. Antiochos revient trop tardivement de sa poursuite et doit fuir.

## Conséquences
La victoire de Ptolémée IV permet de sauver l’Égypte et de reprendre le contrôle de la Cœlé-Syrie. Mais Ptolémée choisit de ne pas poursuivre l'offensive plus en profondeur à travers le territoire séleucide et abandonne même Séleucie de Piérie. La province de Cœlé-Syrie est conquise par Antiochos III en 198 av. J.-C., six ans après la mort de Ptolémée IV, à l'issue de la bataille de Panion.
La dynastie lagide a été contrainte de faire appel aux indigènes égyptiens et de les armer, alors qu'auparavant elle n'a recruté que des mercenaires grecs, thraces, perses ou galates. La bataille de Raphia devient le point de départ d'une série de révoltes égyptiennes contre les occupants gréco-macédoniens et la pression fiscale générée par l'entretien d'une grande armée. De plus, le pouvoir ptolémaïque commence à s'« égyptianniser » : pour la première fois, un souverain de la dynastie lagide reçoit les honneurs égyptiens complets, ce qui devient la norme et est transmis aux autres pharaons. Une stèle commémorant la victoire de Raphia donne en effet à Ptolémée IV la titulature pharaonique complète (et traduite en grec).

## Sources antiques
- Polybe, Histoires [détail des éditions] [lire en ligne], V.